# Sagogn
Sagogn (německy a dříve oficiálně Sagens) je obec ve švýcarském kantonu Graubünden, okresu Surselva. Nachází se asi 22 kilometrů jihozápadně od kantonálního hlavního města Churu, v nadmořské výšce 779 metrů. Má zhruba 700 obyvatel.

## Geografie

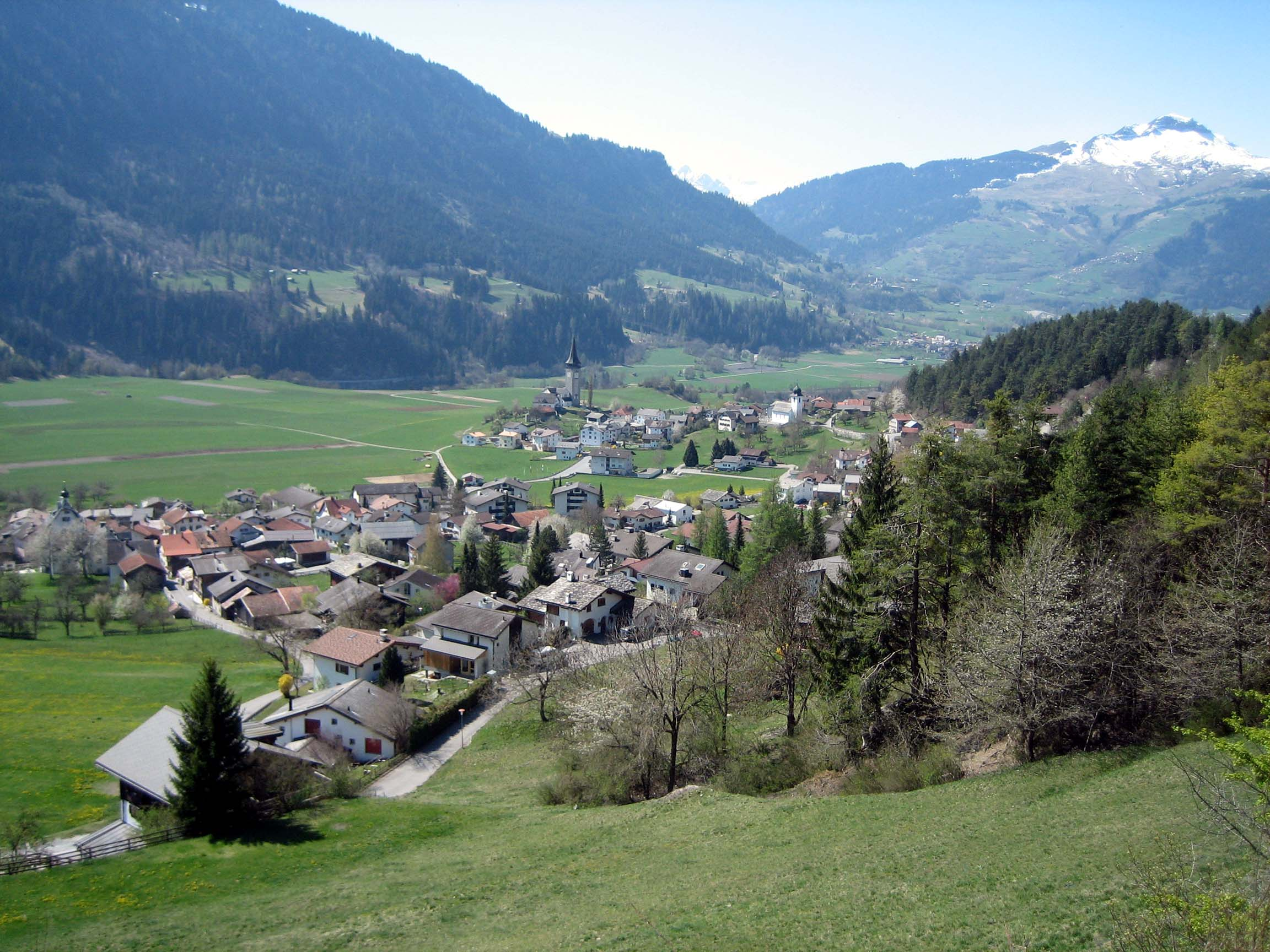
Pohled na obec z okolních svahů

Sagogn leží mezi obcemi Ilanz a Flims na okraji roviny patřící k oblasti Gruob, která vznikla asi před 10 000 lety sesuvem horniny. Půdy jsou proto tvořeny převážně vápenci z období druhohor a jsou poměrně chudé na živiny. Během sesuvu byl Přední Rýn přehrazen a vzniklo jezero, na jehož dně se rozkládala rovina Sagogn. Po zhruba 1 000 letech jezero vyschlo. Usazeniny, které po sobě zanechalo, vytvořily na vápencové půdě vrstvu bohatší na živiny, což vysvětluje úrodnou vegetaci v Sagognu.
Na jihu je Sagogn ohraničen řekou Přední Rýn (německy Vorderrhein), která se vlévá do rýnské soutěsky (rétorománsky Ruinaulta) a tvoří tak přirozenou hranici se sousedními obcemi Castrisch (patřící pod Ilanz) a Versam (politická obec Safiental). Na východě se rozkládá les Uaul Grond (rétorománsky „velký les“), který pokrývá asi dvě třetiny obce. Na západě sousedí Sagogn s obcí Schluein a na strmém zalesněném severním svahu je oddělen od dalších sousední obcí Laax a Falera.
Jediný vodní tok, který protéká Sagognem, je říčka Ual da Mulin, která pramení v Laax a protéká údolím Val Mulin do Předního Rýna. Odděluje osídlenou oblast od oblasti Uaul Grond. Mezi oblastí osídlení a Ual da Mulin se nachází přibližně 300 metrů široký, západně se svažující a nezastavěný svah zvaný Bregl da Heida.
Na východ od údolí Val Mulin se nacházejí některé vykácené oblasti, především podél Rýna. Vrstva humusu je zde však mnohem tenčí a na několika strmých stěnách je jasně patrný vápenec.

## Historie

Sagogn na historické fotografii (1957)

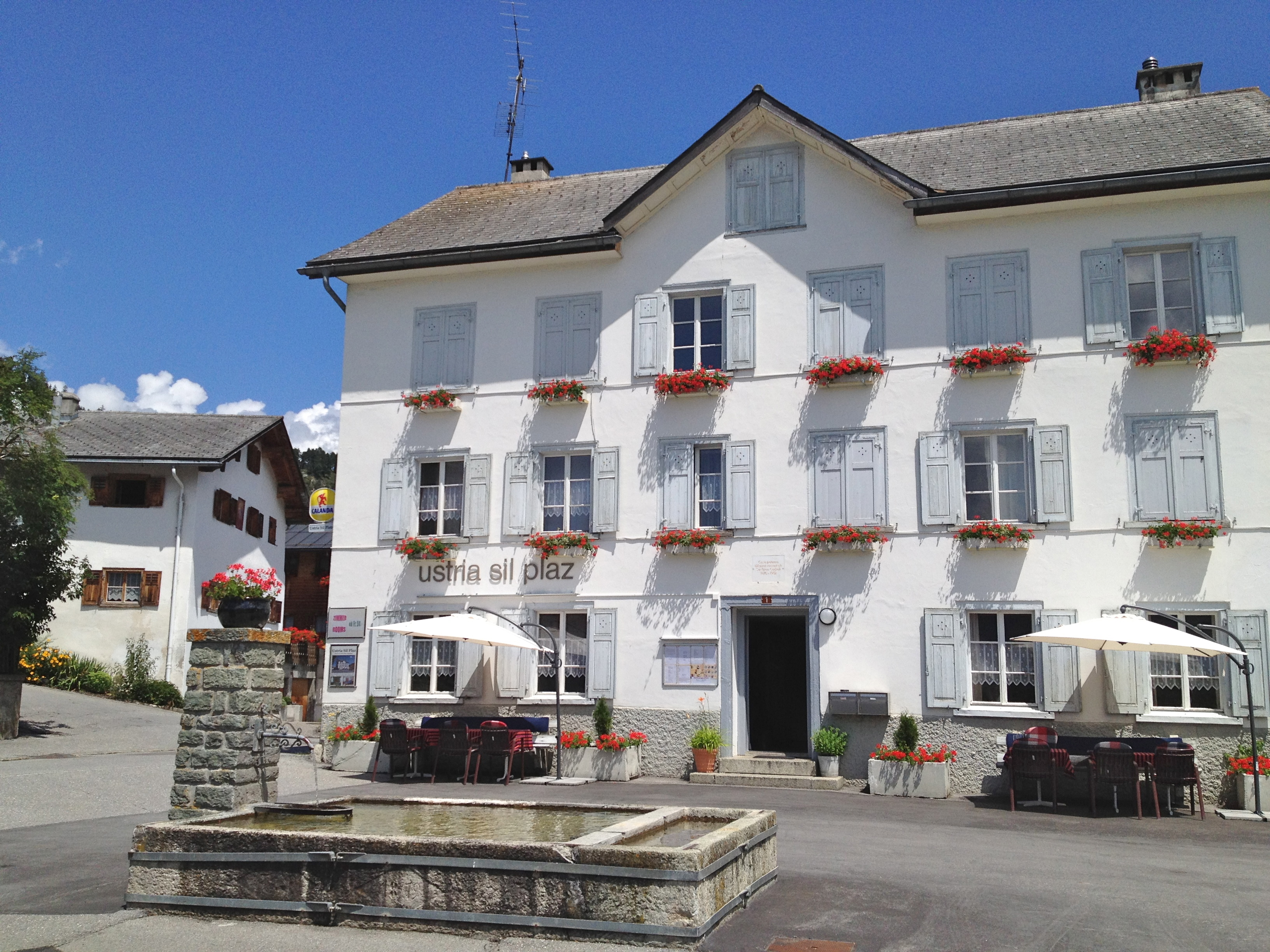
Centrum obce

Archeologické nálezy na dnešní zřícenině hradu Schiedberg ukazují, že Sagogn byl osídlen již ve střední době bronzové (přibližně od roku 1500 př. n. l.).
Od té doby svědčí o jeho významu jako církevního a kulturního centra různé dokumenty. Jedním z prvních, a tedy nejdůležitějších dokumentů je závěť biskupa Tella z roku 765, který odkázal svůj majetek, jehož většina se nacházela v Sagognu, klášteru v Disentisu. Kromě zámku s poddanými, statků, polí a luk jsou zde uvedeny také vinice a alpy, které se nacházely především ve vnitřní části vesnice, na statcích v okolí Sagognu a na Bregl da Heida. Je známo, že v Bregl da Heida stával zámek a karolinský halový kostel s podkovovitou apsidou zasvěcenou svatému Columbanovi. Kromě toho jsou zde stále patrné stopy po starých budovách a zavlažovacích kanálech v hlíně, jak je tomu také v nedalekém Flimsu. Hrad Fraissen (Aspermont) ve vnější vesnici byl přibližně od roku 1390 do roku 1538 sídlem biskupské správy nad církevním lidem v Surselvě. Dvakrát ročně se zde konal soudní dvůr. V pozdním středověku se centrum Gruobu v důsledku změny dopravní a hospodářské situace přesunulo ze Sagognu do Ilanzu.
První části katolického kostela Nanebevzetí Panny Marie pocházejí z 5. století. Jedná se o jednu z nejlépe dochovaných, plně zdobených církevních staveb raného vrcholného baroka na sever od Alp. Sagogn byl v té době nejdůležitějším sídlem v regionu a v roce 1701 se stal dějištěm středověkého obchodu se Sagenserem. Ještě v roce 1835 Sagogn byl se svými 584 obyvateli větší, než Ilanz (574 obyvatel).

## Obyvatelstvo
| Rok            | 1803 | 1835 | 1850 | 1900 | 1950 | 1970 | 1980 | 2000 | 2009 | 2020 |
| Počet obyvatel | 399  | 584  | 535  | 405  | 492  | 383  | 470  | 597  | 673  | 736  |

### Jazyky
Většina obyvatel mluví rétorománsky, konkrétně dialektem sursilvan. Sagogn se tak podle zákona o obcích Graubündenu počítá za rétorománsky mluvící obec.

## Doprava

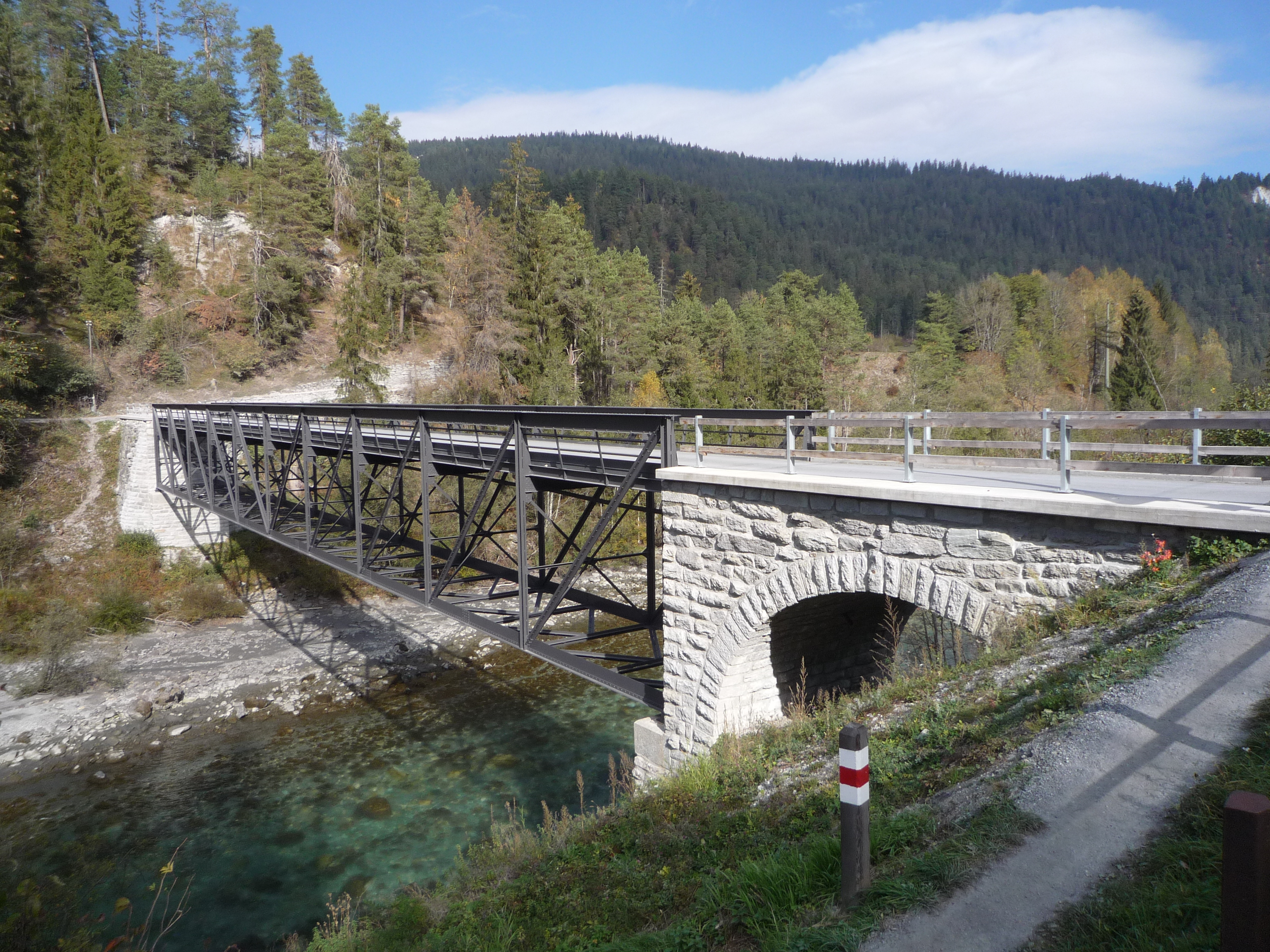
Most přes Přední Rýn v Sagogn

Obec leží nedaleko kantonální hlavní silnice č. 19 v trase Tamins – Disentis – Andermatt. Sagogn je napojen na síť veřejné dopravy autobusovou linkou Postauto Ilanz–Laax, která nabízí spojení do obou obcí s pěti zastávkami každou hodinu. S Valendasem sdílí také zastávku Rhétské dráhy Valendas-Sagogn (na trati Reichenau-Tamins – Disentis/Mustér). Západně od zastávky se nachází tzv. Rýnský most Valendas-Sagogn, který byl v roce 2017 kompletně zrekonstruován a spojuje obce Sagogn a Valendas.